# Samuel Joseph Aquila
Samuel Joseph Aquila (Burbank (Californië), 23 september 1950) is een Amerikaans geestelijke en aartsbisschop van de Rooms-Katholieke Kerk.
Hij werd op 5 juni 1976 tot priester gewijd in Denver. Hij werkte vervolgens elf jaar als parochiepriester alvorens in Rome te gaan studeren aan de Sint Anselmus Universiteit. Hij behaalde daar, in 1990, een graad in de theologie. Vervolgens werd hij directeur liturgie en ceremoniemeester bij het aartsbisdom Denver. In 1995 werd hij assistent-secretaris van de bisschoppelijke Raad voor Katholieke opvoeding. In 2000 werd hij huisprelaat van paus Johannes Paulus II. Een jaar later benoemde hij Aquila tot bisschop-coadjutor van Fargo, North Dakota. Nog een jaar later volgde Aquila de zittende bisschop van Fargo op.
Op 2 november 2008 hield hij een preek waarin hij het stemmen op een kandidaat die pro-abortus was, gelijkstelde aan het kwaad. Hij herinnerde de gelovigen eraan dat zij geoordeeld zullen worden, ook met betrekking tot hun stemgedrag.
Op 29 mei 2012 benoemde paus Benedictus XVI Aquila tot aartsbisschop van Denver.

## Noot
1. ↑  (en)  web.archive.org - Bishop Samuel Aquila on the fundamental right to life: “We will be judged”, gearchiveerde link Nov. 3, 2008

- Nationale Bibliotheek van Tsjechië: xx0230046
- Virtual International Authority File: 309564524
- WorldCat: E39PCjJp9qMv8DwkCfqRvCRxjC